# 파비뉴
파비우 엔히키 타바리스(포르투갈어: Fábio Henrique Tavares, 1993년 10월 23일, 캄피나스 ~)는 흔히 파비뉴(포르투갈어: Fabinho)로 알려진 브라질의 프로 축구 선수로, 현재 사우디 프로페셔널리그의 알이티하드와 브라질 국가대표팀에서 우측 수비수나 수비형 미드필더로 활약하고 있다.

## 클럽 경력

### 플루미넨시
상파울루주 캄피나스 출신인 파비뉴는 플루미넨시에서 데뷔했다. 그는 2012년 5월 20일에 처음으로 1군 경기에 차출되었지만, 1-0으로 이긴 코린치앙스와의 그 시즌 세리이 A 경기에 후보로 대기만 했었다. 그는 플루미넨시 소속으로 단 한 번의 공식 경기에 출전하지 못했다.

### 히우 아브와 레알 마드리드
2012년 6월 8일, 파비뉴는 프리메이라리가의 히우 아브와 6년 계약을 맺고 입단했다. 히우 아브에서의 1달 후, 파비뉴는 7월 19일에 레알 마드리드로 1년 임대차 떠났다. 그는 8월 17일, 세군다 디비시온 시즌이 개막하고, 1-2로 패한 비야레알과의 경기에서 90분 출전했다. 2013년 4월 28일, 그는 3-3으로 비긴 누만시아와의 경기에서 머리로 추가 시간 동점골이자 자신의 통산 1호골을 기록했다.
2013년 5월 8일, 그는 6-2로 이긴 말라가와의 산티아고 베르나베우 라 리가 안방 경기에서 파비우 코엔트랑과 교체되어 들어가 레알 마드리드 1군 첫 경기를 치렀고, 앙헬 디 마리아의 6번째 골을 도왔다.

### 모나코

#### 2013년부터 2016년까지
2013년 7월 19일, 파비뉴는 모나코에 1년 임대 계약으로 이적했다. 8월 10일, 그는 샤방-델마에서 열린 모나코의 2013-14 시즌 리그 1 개막전에서 뛰었고, 보르도를 상대로 90분을 모두 뛰어 모나코의 2-0 완승에 일조했다. 그는 6-0으로 이긴 랑스와의 2014년 3월 26일자 쿠프 드 프랑스 2013-14 8강전 안방 경기에서 58분에 모나코 합류 후 첫 골을 기록했다.
모나코로의 1년 임대 기간이 종료된 후, 그는 2014년 7월 2일에 1년 더 임대 계약을 해 재합류했다. 2014년 12월 9일, 그는 제니트와의 UEFA 챔피언스리그 C조 6차전 경기에서 추가골을 집어넣어 2-0 승리에 일조하는 과정에 첫 UEFA 챔피언스리그 및 UEFA 유로파리그 득점을 올렸고, 모나코는 UEFA 챔피언스리그 2014-15 토너먼트전 조별 리그 1위로 다음 라운드에 올아갔다.
2015년 5월 19일, 모나코로의 2년 임대가 끝나면서, 모나코는 히우 아브와 파비뉴의 완전 이적 협상에 합의를 보았다. 그는 모나코와 4년 계약을 체결했고, 2019년 6월 30일까지 모나코 선수 신분으로 남게 되었다.
2016년 3월 20일, 파비뉴는 같은 국적의 다비드 루이스에 반칙을 당해 페널티킥을 얻었고, 파리 생제르맹을 상대로 주자로 나서 골망을 갈라, 2-0으로 승리해 2014년 5월 이래 파리 생제르맹의 안방 패배를 안겼다.

#### 2016–17 시즌
2017년 2월 21일, 파비뉴는 맨체스터 시티 원정 UEFA 챔피언스리그 16강 1차전에서 3-5로 패하는 와중에 라다멜 팔카오와 킬리안 음바페의 골을 각각 한 번씩 도왔다. 3월 15일, 파비뉴는 루이 II에서 열린 맨체스터 유나이티드와의 2차전 원정 경기에서 벵자맹 망디가 낮게 배급한 공을 받아 그대로 때려넣어 29분에 무려 2-0으로 앞서나가게 만들었고, 3-1 (합계 6-6) 로 원정 다득점 원칙에 따라 모나코는 대회 8강에 올라갔다.

### 리버풀
2018년 5월 28일, 이적료 £39m에 리버풀 FC로 이적했다. 2018-19 시즌에는 UEFA 챔피언스 리그에서 우승을 달성하였고, 2019년 UEFA 슈퍼컵과 FIFA 클럽 월드컵에서도 우승을 차지하였다. 이후 2019-20 시즌 프리미어 리그 우승, 2021-22 시즌 풋볼 리그 컵과 FA 컵 우승을 차례로 달성하였고, 2022년 FA 커뮤니티 실드 우승까지 이뤄내며 리버풀에서 좋은 활약을 보였다.

### 알이티하드
2023년 7월 31일, 사우디 프로페셔널리그의 알이티하드와 3년 계약을 맺으며 이적했다.

## 국가대표팀 경력
둥가 감독은 파비뉴를 칠레에서 열릴 2015년 코파 아메리카를 앞두고 23인 명단에 올렸고, 파비뉴는 그 해 6월 7일에 상파울루의 알리안츠 파르키에서 열린 멕시코와의 연습 경기에 다닐루와 교체되어 들어가 국가대표팀 첫 경기를 치렀고, 브라질이 이 경기에서 2-0으로 이겼다. 다니 아우베스가 본선의 전 경기에서 우측 수비수로 활약했기에, 브라질이 8강까지 올라간 코파 아메리카에서 파비뉴는 경기에 출전하지 못했다. 파비뉴는 코파 아메리카 센테나리오에 참가할 브라질 국가대표팀 선수단 명단에 이름을 올렸지만, 브라질이 참가한 대회의 세 경기에 한 번도 출전하지 못했다.

## 경력 통계

### 클럽
2018년 5월 12일 기준
| 클럽                   | 시즌      | 리그            | 리그 | 리그 | 내셔널컵 | 내셔널컵 | 리그컵 | 리그컵 | 대륙 | 대륙 | 기타 | 기타 | 합계 | 합계 |
| 클럽                   | 시즌      | 단계            | 출장 | 골   | 출장     | 골       | 출장   | 골     | 출장 | 골   | 출장 | 골   | 출장 | 골   |
| ---------------------- | --------- | --------------- | ---- | ---- | -------- | -------- | ------ | ------ | ---- | ---- | ---- | ---- | ---- | ---- |
| 레알 마드리드 카스티야 | 2012–13   | 세군다 디비시온 | 30   | 2    | 0        | 0        | —      | —      | —    | —    | —    | —    | 30   | 2    |
| 레알 마드리드          | 2012–13   | 라 리가         | 1    | 0    | 0        | 0        | —      | —      | 0    | 0    | 0    | 0    | 1    | 0    |
| 합계                   | 합계      | 합계            | 31   | 2    | 0        | 0        | —      | —      | 0    | 0    | 0    | 0    | 31   | 2    |
| 모나코 (임대)          | 2013–14   | 리그 1          | 26   | 0    | 3        | 1        | 1      | 0      | —    | —    | —    | —    | 30   | 1    |
| 모나코 (임대)          | 2014–15   | 리그 1          | 36   | 1    | 4        | 0        | 3      | 0      | 10   | 1    | —    | —    | 53   | 2    |
| 모나코                 | 2015–16   | 리그 1          | 34   | 6    | 3        | 2        | 1      | 0      | 9    | 0    | —    | —    | 47   | 8    |
| 모나코                 | 2016–17   | 리그 1          | 37   | 9    | 4        | 0        | 1      | 0      | 14   | 3    | —    | —    | 56   | 12   |
| 모나코                 | 2017–18   | 리그 1          | 33   | 7    | 2        | 1        | 4      | 0      | 5    | 0    | 1    | 0    | 47   | 8    |
| 합계                   | 합계      | 합계            | 166  | 23   | 16       | 4        | 10     | 0      | 38   | 4    | 1    | 0    | 230  | 31   |
| 경력 합계              | 경력 합계 | 경력 합계       | 197  | 25   | 16       | 4        | 10     | 0      | 38   | 4    | 1    | 0    | 262  | 100  |

참고
1. ↑  UEFA 챔피언스리그와 UEFA 유로파리그 출전 경기 포함
2. ↑  트로페 데 샹피옹 출전 경기 포함

### 국가대표팀
2023년 12월 2일 기준
| 국가대표팀 | 연도 | 출장 | 골 |
| ---------- | ---- | ---- | -- |
| 브라질     | 2015 | 3    | 0  |
| 브라질     | 2016 | 1    | 0  |
| 브라질     | 2017 | -    | -  |
| 브라질     | 2018 | 3    | 0  |
| 브라질     | 2019 | 5    | 0  |
| 브라질     | 2020 | -    | -  |
| 브라질     | 2021 | 10   | 0  |
| 브라질     | 2022 | 7    | 0  |
| 합계       | 합계 | 29   | 0  |

## 기록

#### 모나코(2015~2018)
- 리그 1 : 2016-17

#### 리버풀(2018~2023)
- 프리미어리그 : 2019-20
- FA컵 : 2021-22
- EFL컵 : 2021-22
- FA 커뮤니티 실드 : 2022
- UEFA 챔피언스 리그 : 2018-19
- UEFA 슈퍼컵 : 2019
- FIFA 클럽 월드컵 : 2019

### 개인
- UEFA 챔피언스리그 시즌의 스쿼드 : 2021-22